# Ивановский, Владимир Викторович
Владимир Викторович Ивано́вский (1912—2004) — оперный певец (драматический тенор). Народный артист РСФСР (1959). Лауреат Сталинской премии второй степени (1951). Солист ГАБТ (1952—1972).

## Биография
Родился 8 (21 июня) 1912 года в Курске в семье священника. По окончании средних классов школы поступил на курсы электромонтеров и, закончив их, работал киномехаником в клубе железнодорожников в Курске. В том же клубе работал пианист, который и обратил внимание на музыкальную одаренность юного электромонтера, которому только что минуло 16 лет. И конечно, всем этим музыкальный интерес молодого человека и ограничился бы. Но вскоре Владимиру Викторовичу удалось переехать в Москву. Работая в Москве старшим электроосветителем, киномехаником, он не расставался с пением: в кругу друзей, по слуху, исполняя все, что запоминалось. Однажды с Ивановским познакомились родственники профессора МГК имени П. И. Чайковского Н. М. Ладухина и показали юношу маститому композитору М. М. Ипполитову-Иванову. В это же время сам Ивановский, участвуя в художественной самодеятельности, на Всесоюзной олимпиаде был премирован и направлен для обучения в музыкальное училище имени А. К. Глазунова, в класс профессора Д. Белявской.
После окончания Московского музыкального училища им. Глазунова (класс Д. Б. Белявской) в 1940 году молодой певец приходит в труппу ЛАТОБ имени С. М. Кирова. Вторая мировая война повернула судьбу по-своему: начинающего вокалиста прикомандировали солистом ансамбля песни и пляски, обслуживающего береговую оборону ДКБФ. За годы Ленинградской блокады певец принял участие почти в тысяче концертов.
В 1952 году приглашен в труппу ГАБТ. Ивановский спел партию Германа около двухсот раз. А как-то за один сезон из двадцати объявленных спектаклей «Пиковой дамы» он выступил в девятнадцати.
Закончив вокальную карьеру, оставался в Большом театре на административной работе. Заведующий оперной труппой ГАБТ (1969—1974), старший инспектор по организации концертной деятельности коллектива (1975—2002).
25 июня 2002 года спектаклем «Пиковая дама» П. И. Чайковского Большой театр отметил 90-летний юбилей певца.
В. В. Ивановский умер 26 марта 2004 года в Москве. Похоронен на Люблинском кладбище.

## Оперные партии
ЛАТОБ имени С. М. Кирова
- 1950 — «Семья Тараса» Д. Б. Кабалевского — Павка (первый исполнитель)
- «Гугеноты» Дж. Мейербера — Рауль
- «Борис Годунов» М. П. Мусоргского — Самозванец
- «Пиковая дама» П. И. Чайковского — Германн
- «Кармен» Ж. Бизе — Хозе

ГАБТ
- 1955 — «Никита Вершинин» Д. Б. Кабалевского — Знобов
- 1959 — «Банк бан» Ф. Эркеля — Банк бан
- 1964 — «Октябрь» В. И. Мурадели — Масальский
- «Чародейка» П. И. Чайковского — Княжич
- «Хованщина» М. П. Мусоргского — Андрей Хованский, Голицын
- «Фиделио» Л. Бетховена — Флорестан
- «Русалка» А. С. Даргомыжского — Князь
- «Садко» Н. А. Римского-Корсакова — Садко
- «Сказание о невидимом граде Китеже и деве Февронии» Н. А. Римского-Корсакова — княжич Всеволод
- «Сказка о царе Салтане» Н. А. Римского-Корсакова — Гвидон

## Концертная деятельность
Исполнял сольную партию в Девятой симфонии Бетховена, «Реквием» Дж. Верди, ораторию Ю. А. Шапорина.

## Награды и премии
- Орден «Знак Почёта» (1972)
- Народный артист РСФСР (15.09.1959)
- Заслуженный артист РСФСР (16.11.1955)
- Сталинская премия второй степени (1951) — за исполнение партии Павки в оперном спектакле «Семья Тараса» Д. Б. Кабалевского
- Почётная грамота Президиума Верховного Совета РСФСР (25.05.1976)[4]

## Дискография
- князь Всеволод Юрьевич — «Сказание о невидимом граде Китеже и деве Февронии» Н. А. Римского-Корсакова, хор и оркестр ВР п/у В. В. Небольсина, запись 1956 года, партнёры — Н. П. Рождественская, И. И. Петров, И. П. Богданов, Д. Ф. Тархов, М. Н. Звездина, Нина Кулагина и др.
- Гвидон — «Сказка о царе Салтане» Н. А. Римского-Корсакова, хор и оркестр Большого театра п/у В. Небольсина, запись 1958 года, партнёры — Е. Смоленская, И. Петров, Г. Олейниченко, П. Чекин, Л. Никитина, Ал. Иванов, Е. Вербицкая, Е. Шумилова и др.
- партия тенора — «Реквием» Дж. Верди, Государственная хоровая капелла имени М. И. Глинки и АСО ЛГАФ п/у А. Ш. Мелик-Пашаева, запись 1960 года, партнёры — Г. Вишневская, И. Архипова, И. Петров.
- партия тенора — «Реквием» Дж. Верди, хор и оркестр МГАФ п/у И. Б. Маркевича, запись 1960 года, партнёры — Г. П. Вишневская, Н. С. Исакова, Д. Петков.
- Самозванец — «Борис Годунов» М. П. Мусоргского, хор и оркестр ГАБТ п/у А. Ш. Мелик-Пашаева, запись 1962 года, партнёры — И. И. Петров, Г. Д. Шульпин, М. С. Решетин, И. К. Архипова, Е. М. Вербицкая, В. И. Борисенко, А. А. Григорьев и др.
- партия тенора — Симфония № 9 Бетховена (финал), Большой симфонический оркестр Всесоюзного радио и Государственный академический русский хор, дирижёр А. В. Гаук, партнёры — Г. П. Вишневская, Н. Поставничева, И. И. Петров.
- Сольный виниловый диск В. В. Ивановского в серии «200 лет Большому театру», куда вошли ариозо Германа из I д., ария Германа «Что наша жизнь», думка Йонтека, ариозо Канио, ария Радамеса, дуэт Рауля и Валентины с Н. Серваль, ария Флорестана.